# Август Кракау
Август Кракау (нім. August Krakau; 12 вересня 1894, Пірмазенс — 7 січня 1975, Амберг) — німецький воєначальник, генерал-лейтенант вермахту. Кавалер Лицарського хреста Залізного хреста.

## Біографія
Учасник Першої світової війни. Після демобілізації армії залишений в рейхсвері. Під час Другої світової війни командував різними єгерськими полками. З 1 квітня 1942 року — командир 7-ї гірської дивізії (з перервою з 22 липня по 10 вересня 1942 року). 30 квітня 1945 року взятий в полон британськими військами. В 1947 році звільнений.

## Звання
- Доброволець (7 серпня 1914)
- Єфрейтор (13 вересня 1915)
- Фенріх (11 серпня 1916)
- Лейтенант (1 червня 1917)
- Оберлейтенант (15 вересня 1923)
- Гауптман (1 квітня 1926)
- Майор (1 лютого 1935)
- Оберстлейтенант (1 січня 1938)
- Оберст (1 листопада 1940)
- Генерал-майор (1 серпня 1942)
- Генерал-лейтенант (10 липня 1943)

## Нагороди
- Залізний хрест
  - 2-го класу (17 червня 1917)
  - 1-го класу (18 травня 1918)
- Військовий хрест «За заслуги» (Баварія) 2-го класу з мечами (25 червня 1917)
- Хрест «За військові заслуги» (Австро-Угорщина) 3-го класу з військовою відзнакою (2 травня 1918)
- Нагрудний знак «За поранення» в чорному (10 червня 1918)
- Почесна шабля за відмінну стрільбу з важкого кулемета (21 листопада 1933)
- Почесний хрест ветерана війни з мечами
- Медаль «За вислугу років у Вермахті» 4-го, 3-го, 2-го і 1-го класу (25 років)
- Медаль «У пам'ять 13 березня 1938 року»
- Застібка до Залізного хреста
  - 2-го класу (12 червня 1940)
  - 1-го класу (25 червня 1940)
- Орден «За хоробрість» 3-го ступеня, 1-й клас (Третє Болгарське царство)
- Двічі відзначений у Вермахтберіхт (11 червня 1941 і 24 серпня 1943)
- Лицарський хрест Залізного хреста (21 червня 1941) — як командир 85-го єгерського полку.
- Нарукавна стрічка «Крит»
- Орден Хреста Свободи 1-го класу з мечами (Фінляндія; 13 травня 1943)
- Лапландський щит